# Jakob Johann von Uexküll
Jakob Johann Baron von Uexküll, baltsko nemški biolog in filozof, * 8. september 1864, dvorec Keblas pri Sankt Michaelisu, Ruski imperij (zdaj Mihkli, Okrožje Pärnu, Estonija), † 25. julij 1944, Capri, Italija.

## Življenje
Jakob Johann von Uexküll se je leta 1864 rodil kot tretji otrok v baltsko nemško družini. Imel je dva starejša brata in mlajšo sestro. Med leti 1874–77 je obiskoval gimnazijo v Coburgu, šolanje pa nato zaključil na viteški in stolni šoli v Talinu. V mladih letih je rad preučeval dela filozofa Kanta. Leta 1884 je začel s študijem zoologije na univerzi v Dorpatu (danes Tartu). Med študijem se je s svojim učiteljem Maxom Braunom na otoku Hvar ukvarjal z anatomskimi in sistematičnimi preiskavami morskih živali. Takrat je bil tudi prvič seznanjen z Darwinovo teorijo o skupnem predniku vseh živih bitij. Leta 1888 je odšel v Heidelberg, kjer je delal na inštitutu Wilhelma Kühneja na področju fiziologije. To novo pridobljeno znanje je pozimi uporabljal na morskih živalih pri delu na raziskovalnem inštitutu v Neaplju. Različne metode za natančno beleženje gibanja živali pa se je v Parizu naučil od pionirja kronofotografije Étienne-Julesa Mareyja. Uexküll je leta 1917 zaradi ruske revolucije in razlastitve estonskih posesti izgubil vso bogastvo. Leto pozneje je pridobil nemško državljanstvo in se pri šestdesetih letih zaposlil na Medicinski fakulteti Univerze v Hamburgu. Delal je kot znanstveni asistent in postal vodja akvarija, ki je bil v sledečih letih spremenjen v Inštitut za okoljske raziskave. Od leta 1925 do 1940 je vodil inštitut, nato pa se je pri šestinsedemdesetih letih upokojil. Leta 1933 je podpisal priznanje nemških profesorjev Adolfa Hitlerja. Leta 1934 je bil ustanovni član Odbora za pravno filozofijo Akademije za nemško pravo, ki ga je vodil Hans Frank. Leta 1940 se je preselil v mesto Capri v Italiji, kjer je 25. julija 1944 umrl.

## Delo
Dela Jakoba von Uexkülla so pomembna za razvoj novih modernih vej biologije, saj so bogatila tudi druga znanstvena področja, kot so filozofija, jezikoslovje, geografija, literatura in umetnost. Celo biosemiotiko, vedo, ki raziskuje biološki pomen znakovnega sporazumevanja živali, so uveljavila kot raziskovalno področje. Uexküll je bil vešč raziskovalec, eksperimentator in opazovalec stvarnega življenja. Posvečal se je teoretskobiološkem razmišljanju, kar potrjujejo njegova dela, še posebej knjigi Teoretska biologija (Theoretische Biologie) ter Zunanji in notranji svet živali (Umwelt und Innenwelt der Tiere). Delal je na področjih fiziologije, kibernetike in študij vedenja živali, danes pa je celo bolj znan filozof kot naravoslovec. Zanimalo ga je namreč, kako različna živa bitja subjektivno doživljajo sebe in svojo okolico. Za opis specifičnega izkustva sveta posameznega bitja je uvedel nemško besedo Umwelt, ki je danes mednarodni termin in se praviloma ne prevaja, v biologiji pa se je pojavil leta 1909.

### Umwelt
Uexkülllova knjiga Zunanji in notranji svet živali (1909) predstavlja filozofsko podlago za biologijo kot znanost o živih bitjih. Izraz umwelt, ki se prej v vsakdanjem jeziku skoraj ni uporabljal, je treba strogo ločiti od tistega, kar je Uexküll poimenoval Umgebung. To naj bi bila okolica živega bitja, opazovana iz prav tako posebne perspektive ali umwelt človeškega opazovalca. Umwelt lahko torej opredelimo kot zaznavni svet, v katerem organizem obstaja in deluje kot subjekt. Živo bitje lahko samo sebi predstavlja umwelt, meje tega pojma pa ne določa površina (npr. koža), temveč zaznavanje in aktivnost živega bitja ter njegovo gibanje v prostoru in času. Jakob von Uexküll je trdil, da ima vsaka žival svoj subjektivni čas in prostor. S proučevanjem delovanja čutil različnih organizmov, kot so klopi, morski ježki, amebe, čebele, kačji pastirji, meduze in morski črvi, je lahko razvil teorije o tem, kako doživljajo svet. V svojih delih je zapisal, da si prepogosto domišljamo, da so odnosi posameznih živali do predmetov v okolju in času takšni, kot jih vidimo sami. Iluzija temelji na enotnosti sveta vseh živih bitij. Muhe in ostali organizmi, ki letajo okoli nas, se ne gibljejo v istem svetu, kot ga zaznavamo mi in ga z nami ter tudi med seboj ne delijo. Uexküll torej razlikuje umwelt od umgebung oziroma okolice, ki predstavlja stvarni prostor, v katerem opazujemo omenjena bitja. Sam umwelt doživlja kot izkušnje, ki jih pridobijo vse živali in človek z zaznavanjem predmetov v okolici. Trdil je, da je treba vse organizme obravnavati kot žive subjekte, ker vsi zaznavajo in reagirajo na senzorične podatke kot znake. Njegova upodobitev okolja preproste živali, kot je klop, je še posebej poznana. Za klopa se umwelt zmanjša na samo tri pomembne biosemiotične nosilce. To so sončna svetloba, čutno zaznavanje toplote in vonja sesalca ter iskanje z dlakami neporaslega mesta na telesu. To so torej trije signali, ki sestavljajo klopovo okolje, kar se ujema z razumevanjem, da je vsa realnost subjektivna. Uexküll je slikovito predstavil okolje organizmov tudi z milnim mehurčkom, kjer kožica mehurčka označuje meje njegovega sveta. Kar je zunaj meje je organizmu prikrito. Naravo je razlagal kot vseobsegajočo povezanost živega in neživega sveta v kohezijski načrt, katerega je prvi poimenoval s pojmom »življenjski splet«, ki pojasnjuje zgradbo in delovanje ekosistemov.
Uexküll darvinizmu ni bil naklonjen, darvinisti namreč evolucijo razlagajo samo vzročno in z mehaničnimi zakonitostmi, Uexküll pa je menil, da je v naravi treba izhajati iz notranjosti organizmov, iz zaznav osebka. Po njegovo je osnovni problem biologije v razumevanju zgradbe ali načrtnosti organizmov. Uexküllovi pogledi niso bili v koraku s časom, veliko preostalega njegovega dela pa ostaja le še zanimivost v zgodovinskem razvoju biološke misli.

## Dela
Dela, izšla v nemškem jeziku:
- 1905. Leitfaden in das Studium der experimentellen Biologie der Wassertiere.
- 1909. Umwelt und Innenwelt der Tiere.
- 1913. Bausteine zu einer biologischen Weltanschauung.
- 1920. Biologische Briefe an eine Dame.
- 1920. Staatsbiologie (Anatomie-Physiologie-Pathologie des Staates).
- 1920. Theoretische Biologie.
- 1921. Umwelt und Innenwelt der Tiere.
- 1928. Houston Stewart Chamberlain. Natur und Leben.
- 1928. Theoretische Biologie.
- 1930. Die Lebenslehre.
- 1933. Staatsbiologie: Anatomie-Physiologie-Pathologie des Staates.
- 1934: Streifzüge durch die Umwelten von Tieren und Menschen: Ein Bilderbuch unsichtbarer Welten.
- 1936. Niegeschaute Welten. Die Umwelten meiner Freunde. Spominska knjiga.
- 1938. Der unsterbliche Geist in der Natur.
- 1939. Nie geschaute Welten. Die Umwelten meiner Freunde. Spominska knjiga.
- 1940. Bedeutungslehre 1940. Der Stein von Werder.
- skupaj z Uexküll Th. von 1944. Die ewige Frage: Biologische Variationen über einen platonischen Dialog.
- 1946. Der unsterbliche Geist in der Natur.
- 1947. Der unsterbliche Geist in der Natur.
- 1947. Der Sinn des Lebens. Gedanken über die Aufgaben der Biologie.
- 1949. Nie geschaute Welten.
- 1950. Das allmächtige Leben.
- skupaj s Kriszat G. 1956. Streifzüge durch die Umwelten von Tieren und Menschen: Ein Bilderbuch unsichtbarer Welten.
- 1957. Nie geschaute Welten.
- 1958. Streifzüge durch die Umwelten von Tieren und Menschen.
- 1962. Streifzüge durch die Umwelten von Tieren und Menschen.
- 1963. Niegeschaute Welten.
- 1970. Streifzüge durch die Umwelten von Tieren und Menschen.
- 1973. Theoretische Biologie.
- 1977. Der Sinn des Lebens. Gedanken über die Aufgaben der Biologie.
- 1980. Kompositionslehre der Natur. Biologie als undogmatische Naturwissenschaft.